# Öxnereds järnvägsstation
Öxneredd station ligger i Öxnered i västra delen av Vänersborg i Västra Götalands län och har två linjer som korsar varandra.
Den första järnvägslinjen, då kallad Uddevalla–Vänersborg–Herrljunga Järnväg (UWHJ), öppnade 1867. Den andra linjen är en del av gamla Bergslagernas Järnvägars (BJ) huvudlinje mellan Göteborg och Falun. Den stod klar i sin helhet 1879. Järnvägarna förstatligades 1940 respektive 1948. 
På 1990-talet slutade det gamla stationshuset, ritat av Axel Kumlien efter samma ritningar som stationerna i Trollhättan, Mellerud och Åmål och som låg strax söder om spårkorset, att användas. Istället byggdes en liten väntsal med kafé närmare plattformarna som ligger norr om det gamla spårkorset.
Under 2004–2005 byggdes det gamla spårkorset, där de båda järnvägarna korsade varandra, bort. Detta som en del av dubbelspårsutbygganden av järnvägen Göteborg–Öxnered, en del av Norge/Vänerbanan. Istället byggdes ett triangelspår längre söderut för att ansluta spåret mot Uddevalla.
Under en kort period, 29 maj 1988–27 maj 1990, hette stationen Vänersborg Västra, även annonserat som Vänersborg Öxnered.

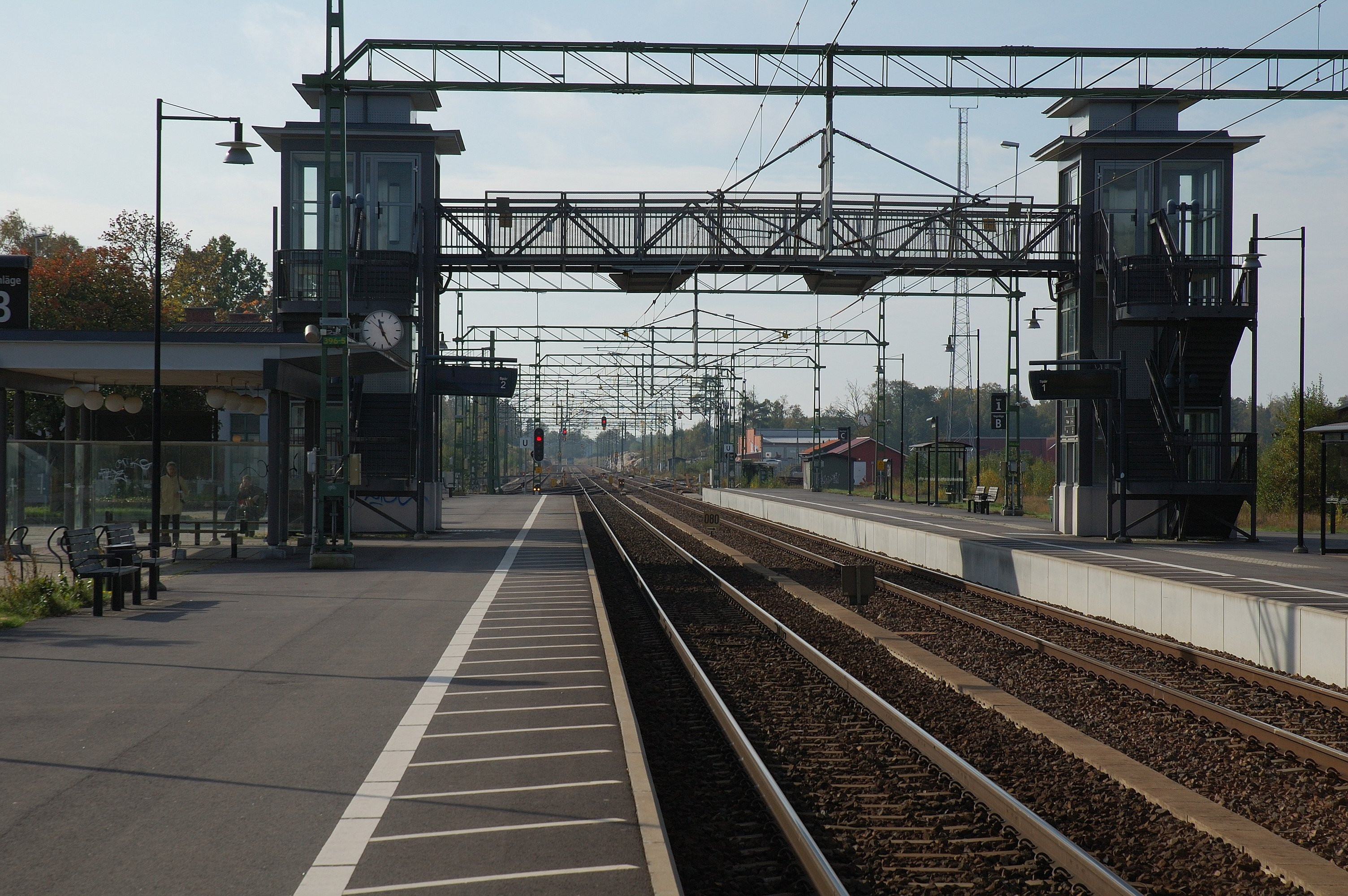
Spår 1 och 2
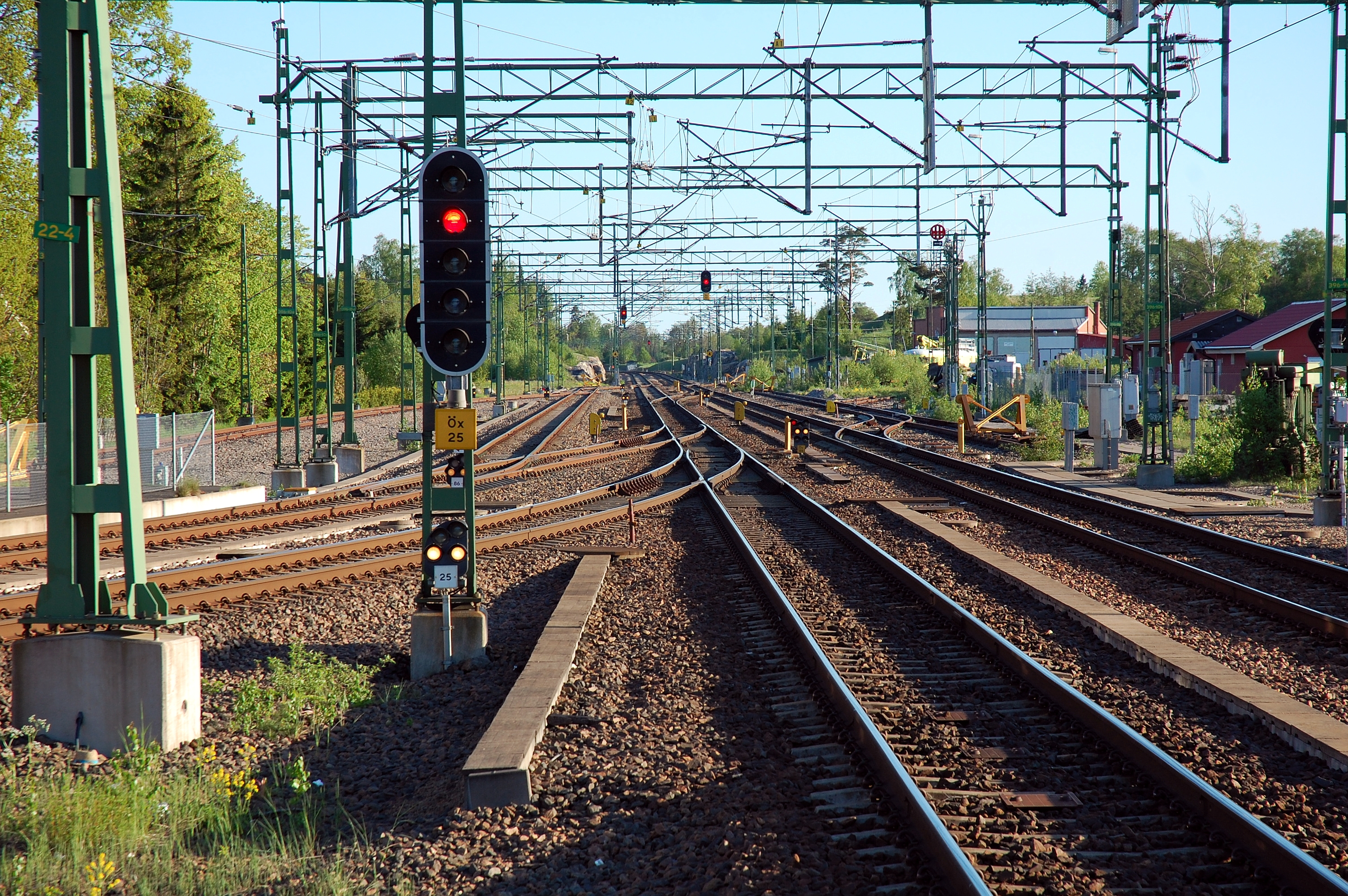
Älvsborgsbanan till vänster möter Vänerbanan